# Luminosity Gaming
Luminosity Gaming是一支以安大略省多倫多為根據地的加拿大電玩遊戲戰隊，旗下分部有《決勝時刻》、《爐石傳說》、《魔獸世界》、《神之浩劫》、《任天堂明星大亂鬥》、《勁爆美式足球》、《絕地求生》、《要塞英雄》、《虹彩六號：圍攻行動》和《Apex英雄》。

## 絕對武力：全球攻勢
2015年4月30日，「ptr」彼得·格尼 （Peter Gurney）以AWP狙擊手的身份加入Luminosity Gaming。兩個月後的29日，該戰隊宣佈以巴西為根據地，建立其《絕對武力：全球攻勢》分部，隊員除了「ptr」外，還包括「FalleN」加布里埃爾·托萊多（Gabriel Toledo）、「fer」費爾南多·阿爾瓦倫加（Fernando Alvarenga）、「steel」盧卡斯·洛佩斯（Lucas Lopes）、和「boltz」里卡多·普拉斯（Ricardo Prass）和「coldzera」馬塞洛·大衛（Marcelo David）。同年11月15日，Luminosity在2015年DreamHack克盧日-納波卡公開賽中以八強的成績作結。2016年4月3日，該戰隊在MLG哥倫布錦標賽取得冠軍。同年5月8日，Luminosity在DreamHack奧斯汀站直落兩盤擊敗Tempo Storm奪冠。八天後，該戰隊以3-2戰勝G2 Esports，贏得第3季ESL職業聯賽冠軍。同年6月24日，Luminosity官方宣佈其《絕對武力：全球攻勢》分部的所有成員將在7月1日轉籍至SK Gaming，他們最後一場賽事是輸給G2 Esoorts的第一季電子競技冠軍系列賽的決賽。
Luminosity Gaming在2016年7月30日買下巴西隊伍WinOut，其旗下的隊員「nak」雷納托·中野（Renato Nakano）、「bit」布魯諾·利馬（Bruno Lima）、「destinyy」盧卡斯·布洛（Lucas Bullo）、「PKL」維尼修斯·科埃諾（Vinicios Coelho）、「yeL」古斯塔沃·克尼特爾（Gustavo Knittel）和教練「apoka」亞歷山德羅·馬古齊（Alessandro Marcucci）亦一併轉籍。後來「nak」和「bit」在同年9月8日離開。三天後，「SHOOWTiME」古斯塔沃·貢薩爾維斯（Gustavo Gonçalves）和「shz」布魯諾·馬丁內利（Bruno Martinelli）加入Luminosity。
2019年9月12日，Luminosity宣佈解散其《絕對武力：全球攻勢》分部。

### 知名前隊員
| ID       | 位置           | 加入日期       | 離開日期      | 轉入隊伍        |
| -------- | -------------- | -------------- | ------------- | --------------- |
| fer      | 突破手         | 2015年7月28日  | 2016年7月1日  | SK Gaming       |
| coldzera | 輔助/AWP狙擊手 | 2015年7月28日  | 2016年7月1日  | SK Gaming       |
| FalleN   | AWP狙擊手      | 2015年7月28日  | 2016年7月1日  | SK Gaming       |
| fnx      | 偵察手         | 2015年11月23日 | 2016年7月1日  | SK Gaming       |
| TACO     | 突破手         | 2015年11月23日 | 2016年7月1日  | SK Gaming       |
| zews     | 教練           | 2015年11月23日 | 2016年7月1日  | SK Gaming       |
| HEN1     | AWP狙擊手      | 2018年6月11日  | 2019年9月12日 | Furia Esports   |
| boltz    | 步槍手         | 2018年12月12日 | 2019年9月12日 | INTZ Esports    |
| LUCAS1   | 輔助           | 2018年6月11日  | 2019年9月12日 | MiBR            |
| NEKIZ    | 突破手         | 2017年7月13日  | 2019年9月12日 | 不適用          |
| steel    | 偵察手         | 2018年4月22日  | 2019年9月12日 | Movistar Riders |
| zakk     | 教練           | 2018年4月22日  | 2019年9月12日 | 不適用          |

## 其他分部

### 虹彩六號：圍攻行動
2019年6月22日，Luminosity簽下「Doodle」科爾·菲利普斯（Coal Phillips）、「Hyena」基安·莫亞扎尼（Kian Moyazani）、「Rexen」里奇·科羅納多（Richie Coronado）、「Tomas」湯姆·卡卡（Tom Kaka）和「PiXeL」穆蒂布·喬達里（Muteeb Chaudary），正式成立《虹彩六號：圍攻行動》分部。他們成軍後隨即成為北美其中一支最出色的隊伍，並在第十季北美職業聯盟中以5勝3和6敗位列第四位。在2019年Dreamhack Montreal中，Luminosity在分組賽中接連敗給Team Liquid和BDS Esport，僅名列13-16位。在此次失利後，戰隊與PiXeL解約，並以Rise Nation的前選手「Factor」阿卜杜拉·里漢取代之（Abdullah Rihan） 。

### 勁爆美式足球
2016年10月15日，Luminosity簽下「Problem」埃里克·懷特（Eric Wright）。

### 爐石傳說
2015年1月11日，Luminosity簽下「StanCifka」斯坦尼斯拉夫·西夫卡（Stanislav Cifka）、「Ignite」努諾·皮尼奧（Nuno Pinho）和「Impact」喬什·格雷厄姆（Josh Graham）。同年7月13日，「PHONETAP」克里斯托弗·黃加入戰隊。

### 決勝時刻
2015年11月，Luminosity成立《決勝時刻：先進戰爭》分部，他們雖然錯過了當年的決勝時刻世界聯盟線下資格賽，但仍通過線上賽晉級到聯盟內。
2019年9月13日，Luminosity宣佈買下Enthusiast Gaming擁有的決勝時刻聯盟西雅圖戰隊特許經營權，戰隊的初始成員包括「Karma」戴蒙·巴羅（Damon Barlow）、「Enable」伊恩·懷亞特（Ian Wyatt）、「Octane」山姆·拉魯（Sam Larew）、「Slacked」約西亞·巴里（Josiah Berry）、「Apathy」布賴恩·哲里亞茲科夫（Brian Zhelyazkov）和教練「Nubzy」喬伊·迪吉亞科莫（Joey DiGiacomo） 亦一併加入。同年10月30日，Luminosity宣佈該戰隊的名稱為Seattle Surge。

## 現時隊員名單

### 決勝時刻（Seattle Surge）
| ID            | 加入日期       |
| ------------- | -------------- |
| Slacked       | 2019年10月21日 |
| Enable        | 2019年10月21日 |
| Octane        | 2019年10月21日 |
| Apathy        | 2019年10月21日 |
| Karma         | 2019年10月21日 |
| Pandur        | 2019年11月28日 |
| Proto         | 2019年11月28日 |
| Nubzy（教練） | 2019年10月21日 |

### 要塞英雄
| ID           | 加入日期      |
| ------------ | ------------- |
| IAmTrevorMay | 2017年2月18日 |
| SypherPK     | 2018年4月10日 |
| LosPollos    | 2018年7月9日  |
| Randumb      | 2019年6月16日 |
| Formula      | 2019年6月16日 |
| Nicks        | 2019年6月16日 |
| Kiwi         | 2019年6月16日 |
| khuna        | 2019年11月9日 |

### 神之浩劫
| ID     | 加入日期      |
| ------ | ------------- |
| Joshy  | 2019年1月10日 |
| Xaliea | 2019年1月10日 |
| Lasbra | 2019年6月13日 |
| Eonic  | 2019年7月31日 |
| Snoopy | 2019年7月31日 |

### 鬥陣特攻
| ID        | 位置   | 加入日期      |
| --------- | ------ | ------------- |
| Haksal    | 打手   | 2018年1月12日 |
| Hooreg    | 打手   | 2018年1月12日 |
| SeoMinSoo | 打手   | 2018年1月12日 |
| Stitch    | 打手   | 2018年1月12日 |
| JJANU     | 自由人 | 2018年1月12日 |
| Bumper    | 坦克   | 2018年1月12日 |
| Rapel     | 輔助   | 2018年1月12日 |
| SLIME     | 輔助   | 2018年1月12日 |
| Twilight  | 輔助   | 2018年1月12日 |

### 決勝時刻
| ID            | 加入日期       |
| ------------- | -------------- |
| Slacked       | 2019年10月21日 |
| Enable        | 2019年10月21日 |
| Octane        | 2019年10月21日 |
| Apathy        | 2019年10月21日 |
| Karma         | 2019年10月21日 |
| Nubzy（教練） | 2019年10月21日 |

### 虹彩六號：圍攻行動
| ID      | 加入日期       |
| ------- | -------------- |
| Doodle  | 2019年6月22日  |
| Hyena   | 2019年6月22日  |
| Rexen   | 2019年6月22日  |
| Factor  | 2019年9月24日  |
| Slashug | 2019年11月26日 |
| Viirus  | 2019年6月22日  |

絕地求生
| ID       | Name          | Join Date  |
| -------- | ------------- | ---------- |
| aLOW     | Aaron Lommen  | 2022-06-07 |
| luke12   | Luke Newey    | 2022-06-07 |
| Pentalol | Andrew Franco | 2022-06-07 |
| Purdy    | Kurtis Bond   | 2022-06-07 |

### 多平台內容創作者
| ID           | 加入日期      |
| ------------ | ------------- |
| CDNthe3rd    | 2018年7月5日  |
| RequiemSlaps | 2019年2月3日  |
| Yelo         | 2019年8月15日 |

## 外部連結
- 官方网站